# فهرست مربیان برنده رقابت‌های باشگاهی اتحادیه فوتبال اروپا

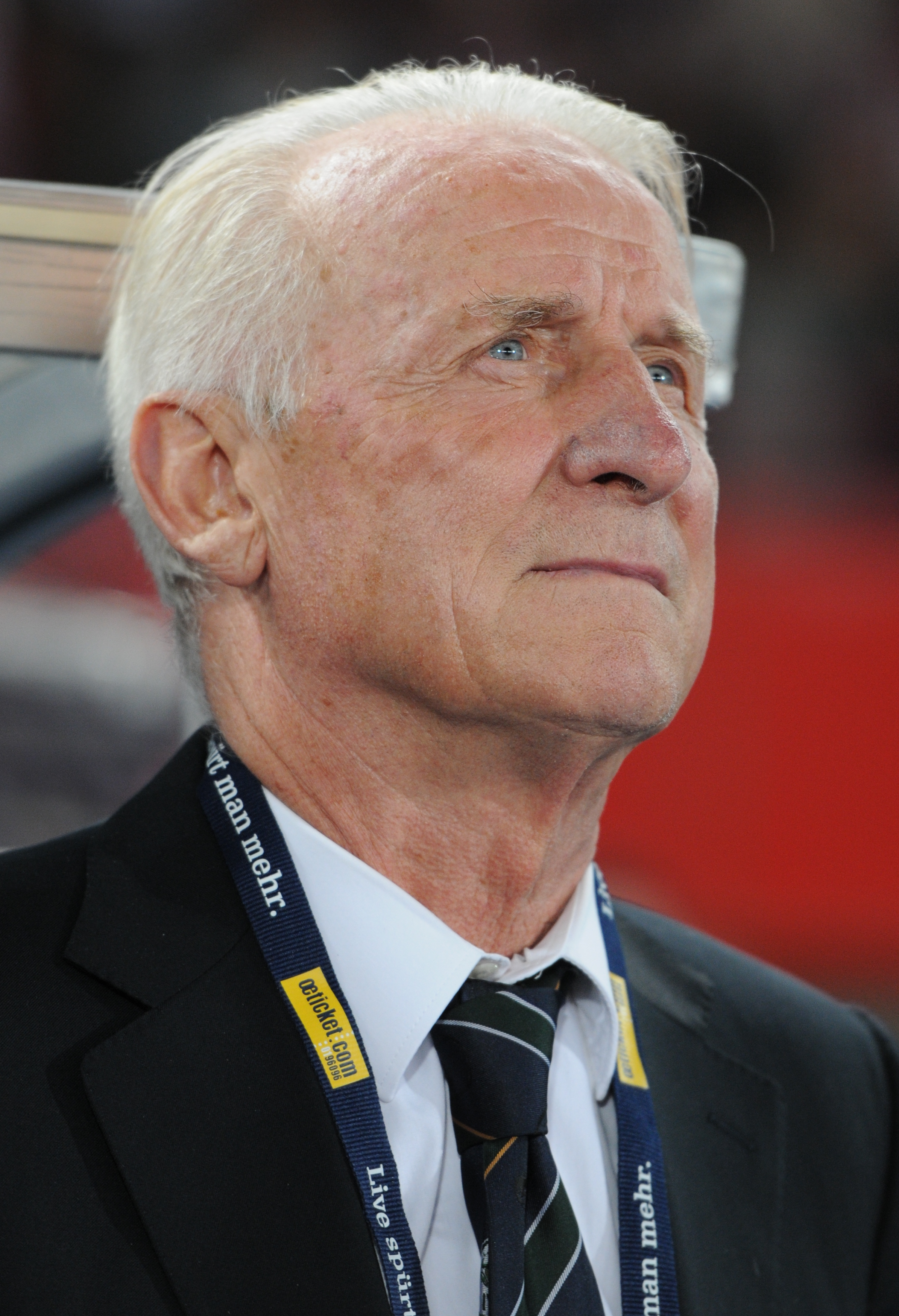
جووانی تراپاتونی برندهٔ ۷ عنوان قهرمانی باشگاهی در اروپا به مانند الکس فرگوسن و کارلو آنچلوتی. او همچنین در کنار اودو لاتک تنها کسی است که موفق به کسب سه رقابت بزرگ اروپا شده‌است.

فهرست مربیان برنده رقابت‌های باشگاهی اتحادیه فوتبال اروپا شامل سرمربیانی است که در رقابت‌های باشگاه‌های اروپا (شامل لیگ قهرمانان اروپا، جام برندگان جام اروپا، لیگ اروپا، جام اینترتوتو، سوپرجام اروپا و جام بین قاره‌ای فوتبال) موفق به کسب عنوان قهرمانی با تیم‌هایشان شده‌اند.
جووانی تراپاتونی و کارلو آنچلوتی از ایتالیا، و الکس فرگوسن از اسکاتلند موفق‌ترین مربیان در این زمینه هستند که هر کدام ۷ بار قهرمان رقابت‌های باشگاهی اروپا شده‌اند. تا پایان مه ۲۰۲۱، مربیان ایتالیایی ۴۸ بار و مربیان اسپانیایی ۴۲ بار قهرمان رقابت‌های مختلف باشگاهی در اروپا شده‌اند.
تاکنون هیچ مربی‌ای برندهٔ هر ۶ جام اروپایی نشده‌است و تراپاتونی تنها فردی است که برندهٔ ۵ جام مختلف شده‌است. همچنین تراپاتونی و اودو لاتک آلمانی تنها مربیانی هستند که برندهٔ هر سه جام لیگ قهرمانان اروپا، جام برندگان جام اروپا و جام یوفا شده‌اند (اگر چه در فصل‌های مختلف). زین‌الدین زیدان، تنها سرمربی است که سه سال متوالی برندهٔ لیگ قهرمانان اروپا شده‌است. (همراه با رئال مادرید و در فصل‌های ۱۶–۲۰۱۵، ۱۷–۲۰۱۶ و ۱۸–۲۰۱۷).
از آنجا که یوفا جام اینتر-سیتیز فیرز کاپ را (که پیشینهٔ جام یوفا است) به رسمیت نمی‌شناسد، موفقیت در آن رقابت‌ها، در این فهرست گنجانده نشده‌است. همچنین سوپر جام اروپا ۱۹۷۲ و جام باشگاه‌های فوتبال جهان (که یک رقابت فیفا است) نیز در این جدول لحاظ نشده‌اند.

## سرمربیان برنده
فهرست‌های زیر آخرین بار در تاریخ ۱۰ اوت ۲۰۲۲ به روز شده‌است.

### بر پایهٔ تعداد عنوان‌ها

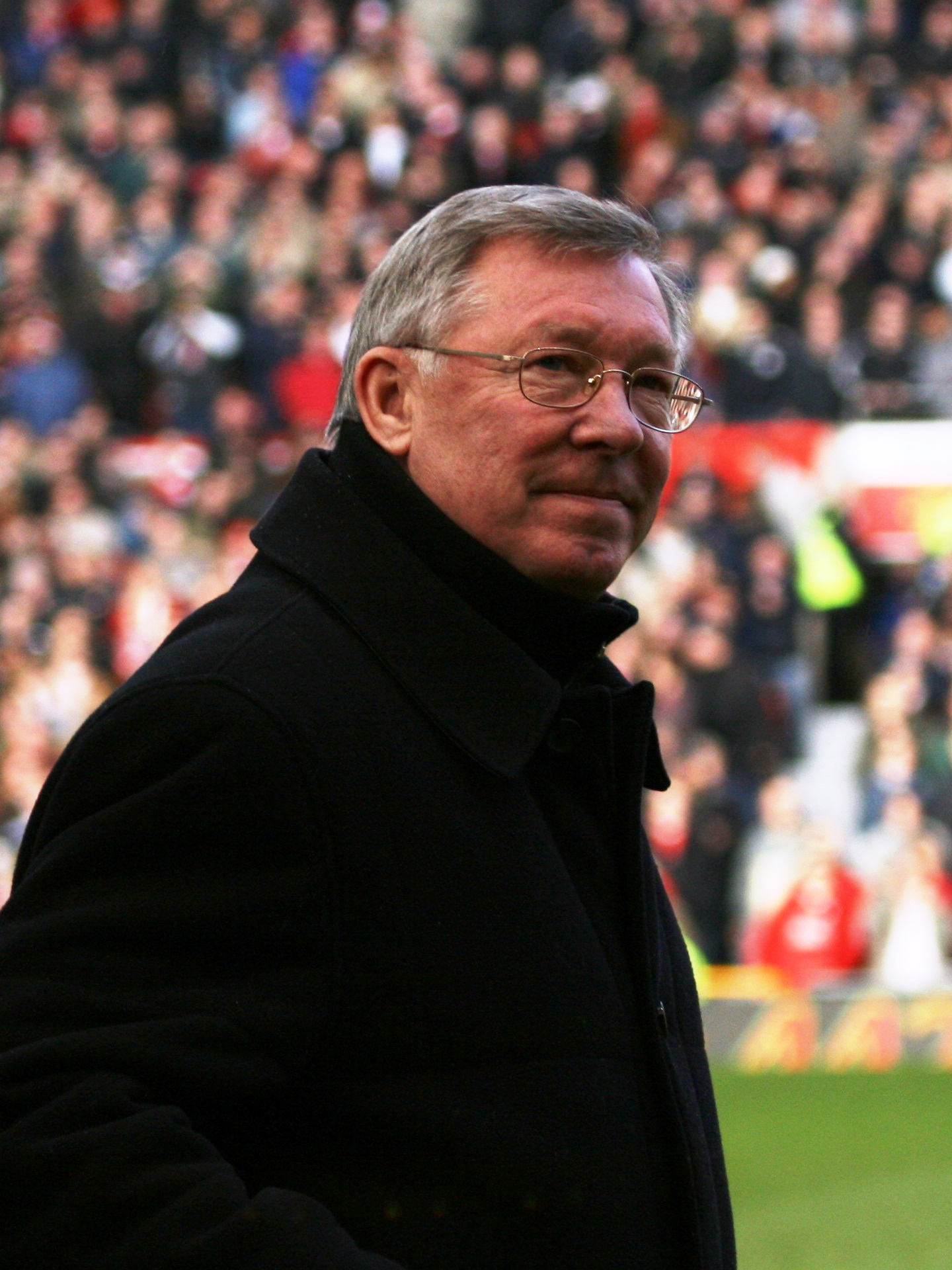
الکس فرگوسن، برندهٔ ۷ عنوان قهرمانی باشگاهی در اروپا.

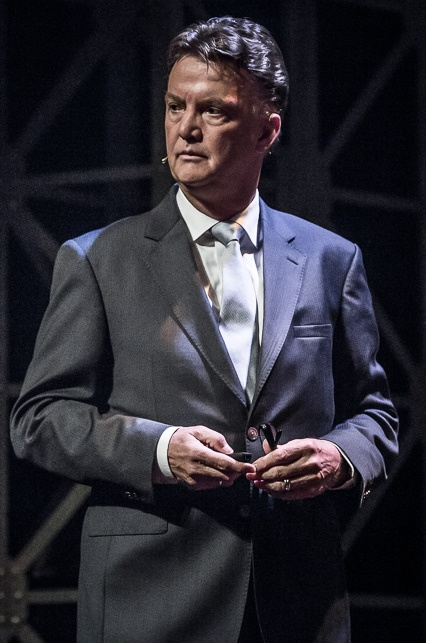
لوئی فان خال برندهٔ ۵ عنوان قهرمانی باشگاهی در اروپا.

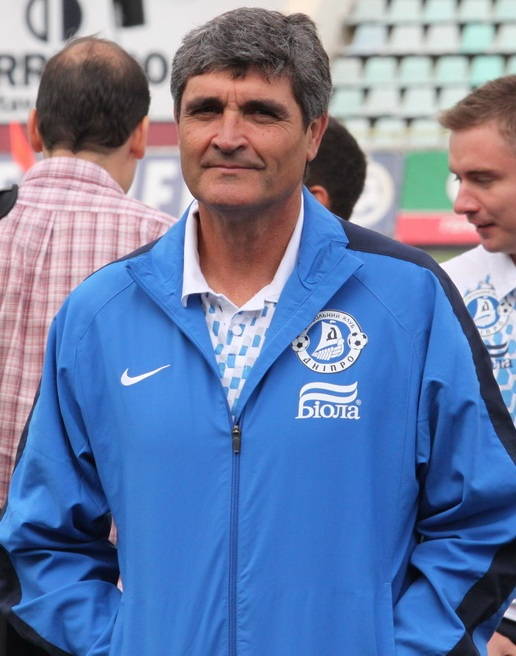
خوانده راموس برندهٔ ۳ عنوان قهرمانی باشگاهی در اروپا شامل ۲ عنوان قهرمانی لیگ اروپا.

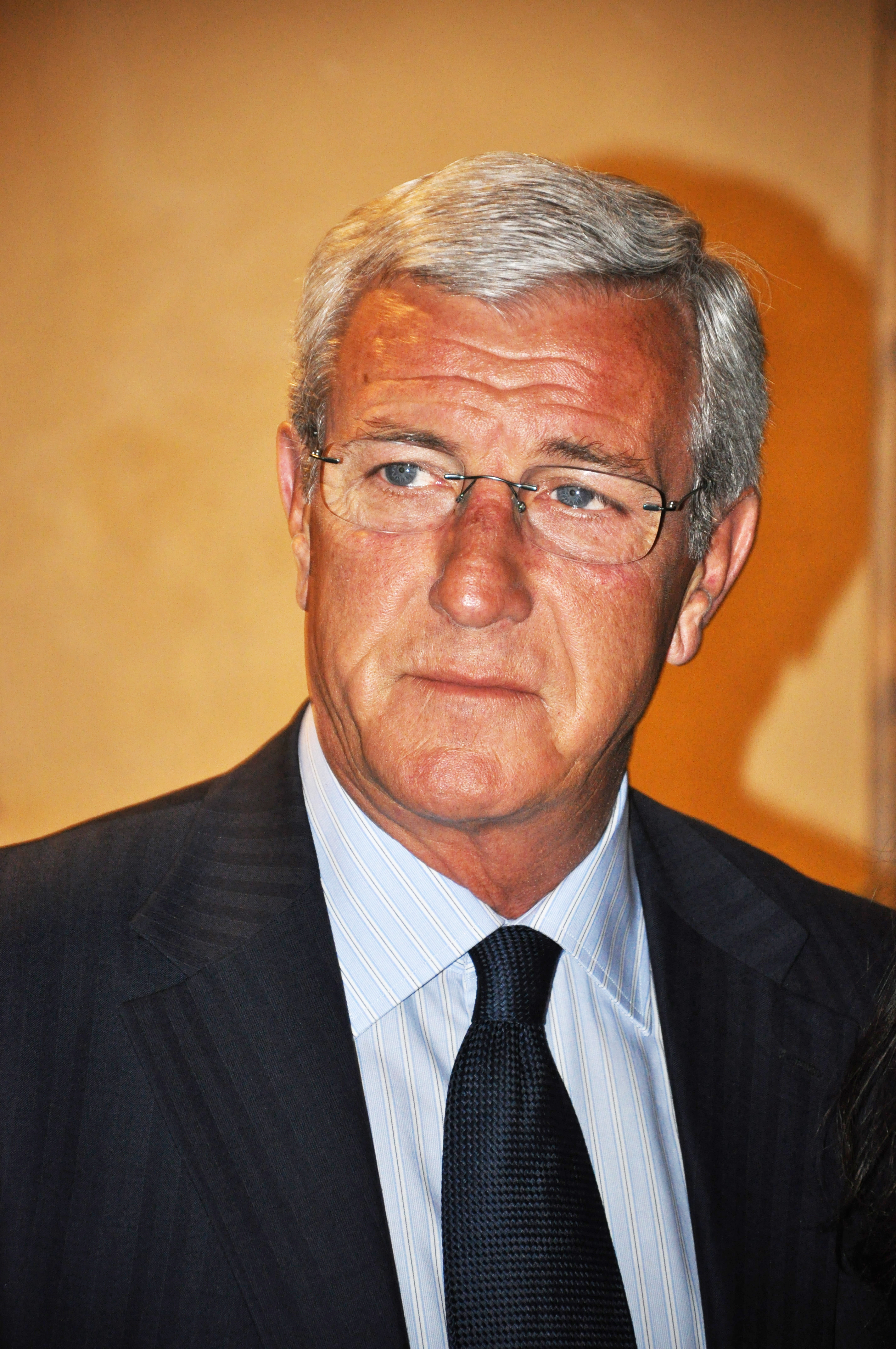
مارچلو لیپی برندهٔ لیگ قهرمانان اروپا، سوپرجام اروپا و جام بین قاره‌ای فوتبال.

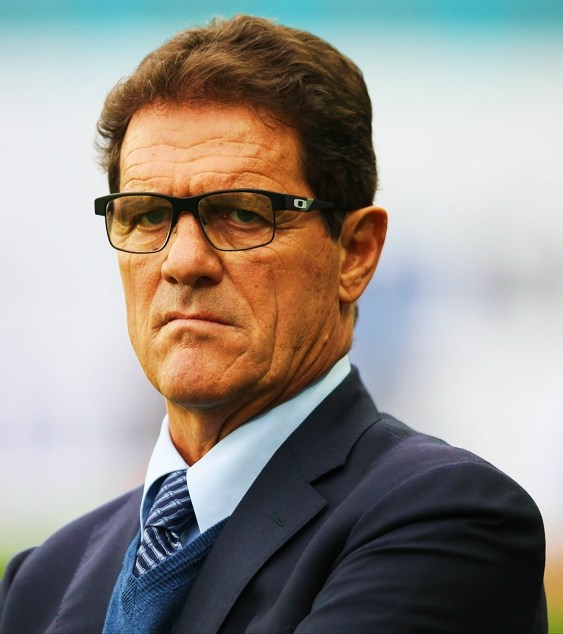
فابیو کاپلو، برندهٔ ۲ عنوان قهرمانی باشگاهی در اروپا.

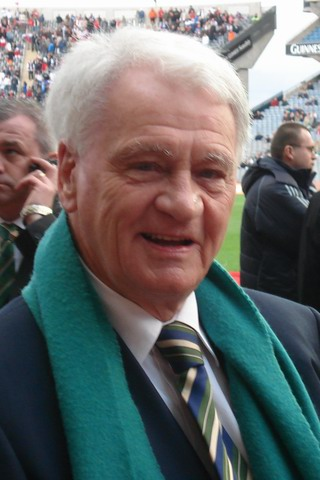
بابی رابسون برندهٔ جام یوفا در سال ۱۹۸۱ و جام برندگان جام اروپا در سال ۱۹۹۷.

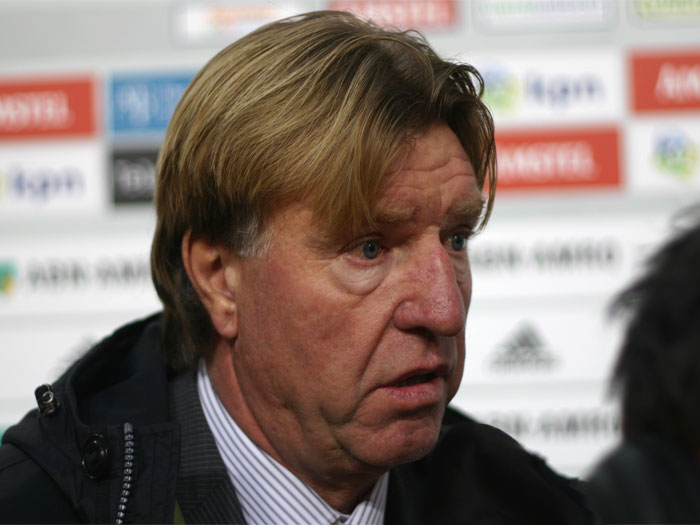
آد د موس برندهٔ جام برندگان جام اروپا و سوپرجام اروپا.

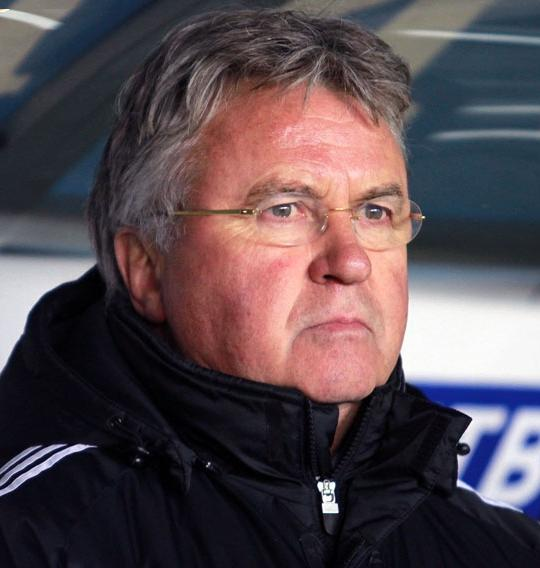
گاس هیدینک برندهٔ لیگ قهرمانان اروپا به همراه پی‌اس‌وی آیندهوون.

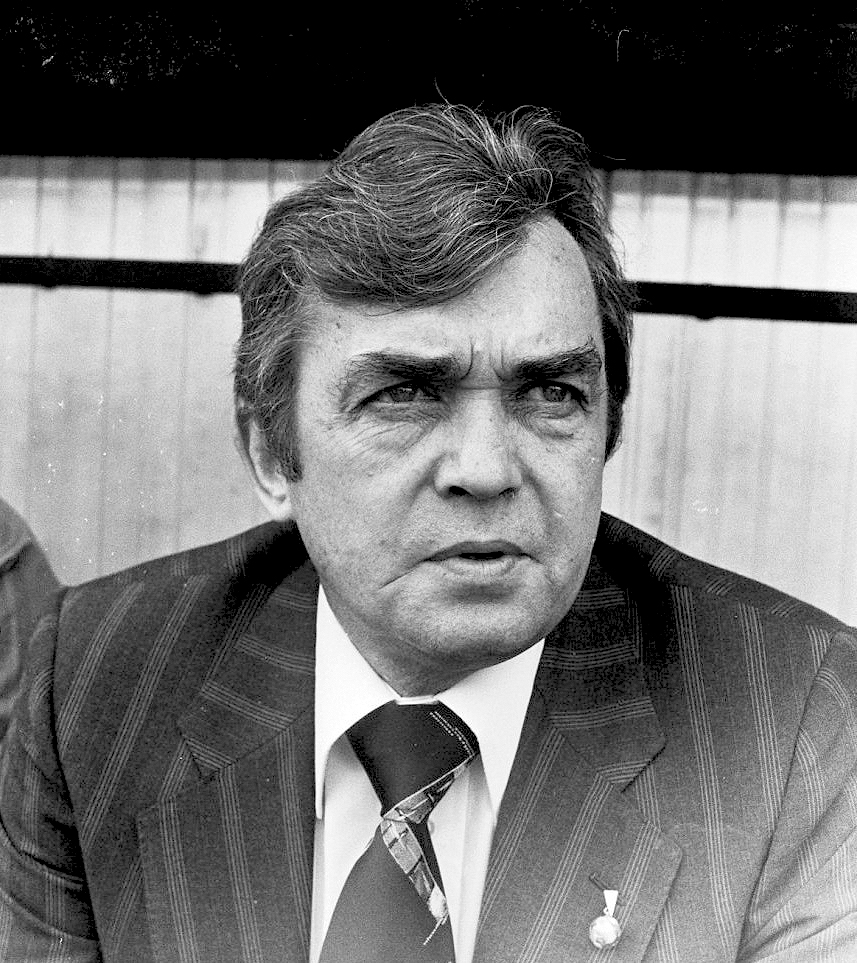
ارنست هاپل تنها سرمربی اتریشی است که دو بار برندهٔ لیگ قهرمانان اروپا شده‌است.

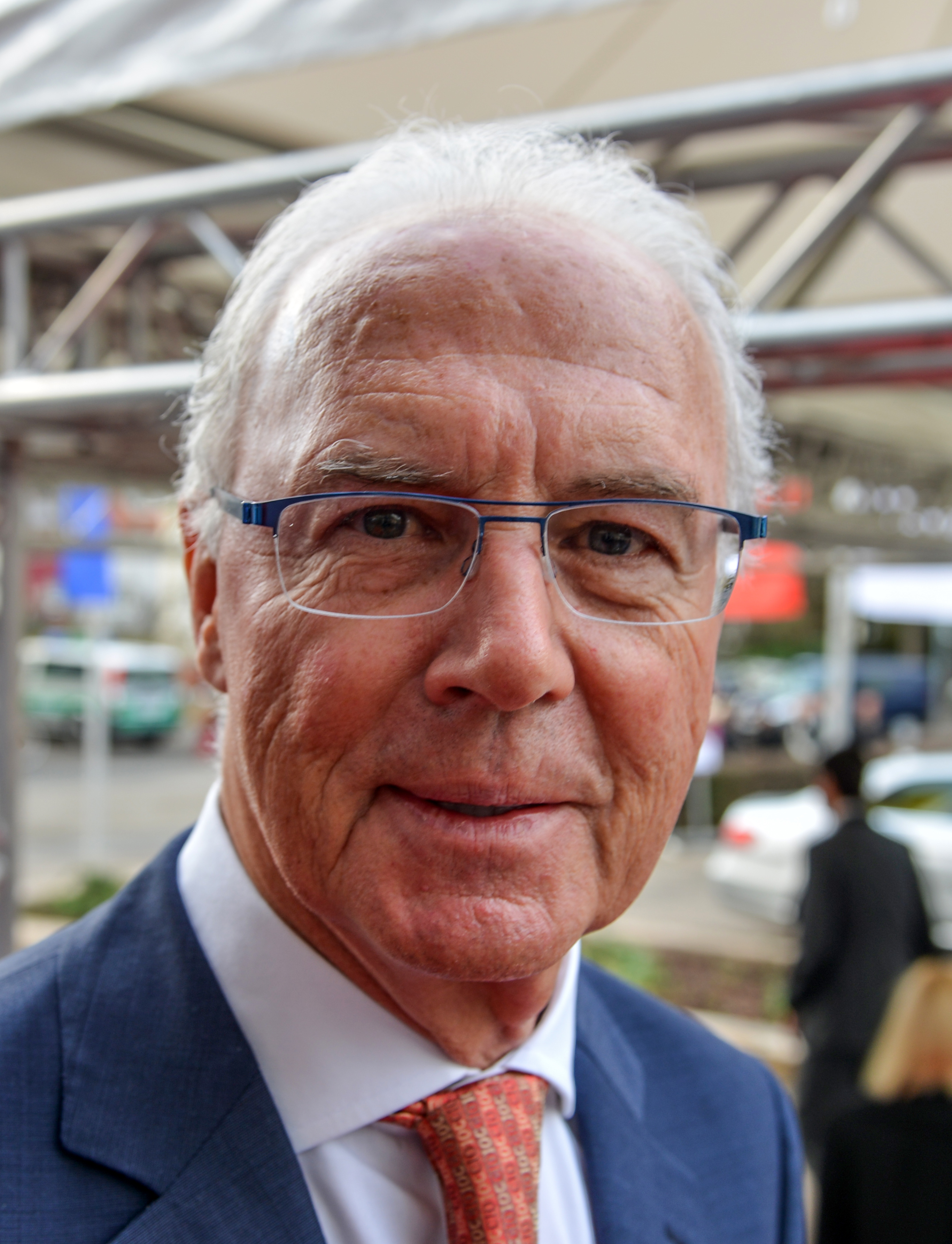
فرانتس بکن‌باوئر برندهٔ جام یوفا در سال ۱۹۹۶.

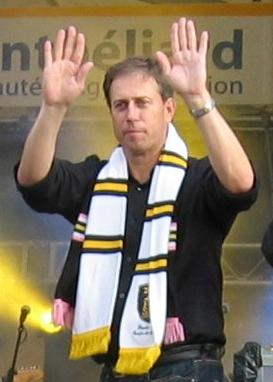
آلن پرین برندهٔ جام اینترتوتو در سال ۲۰۰۱.

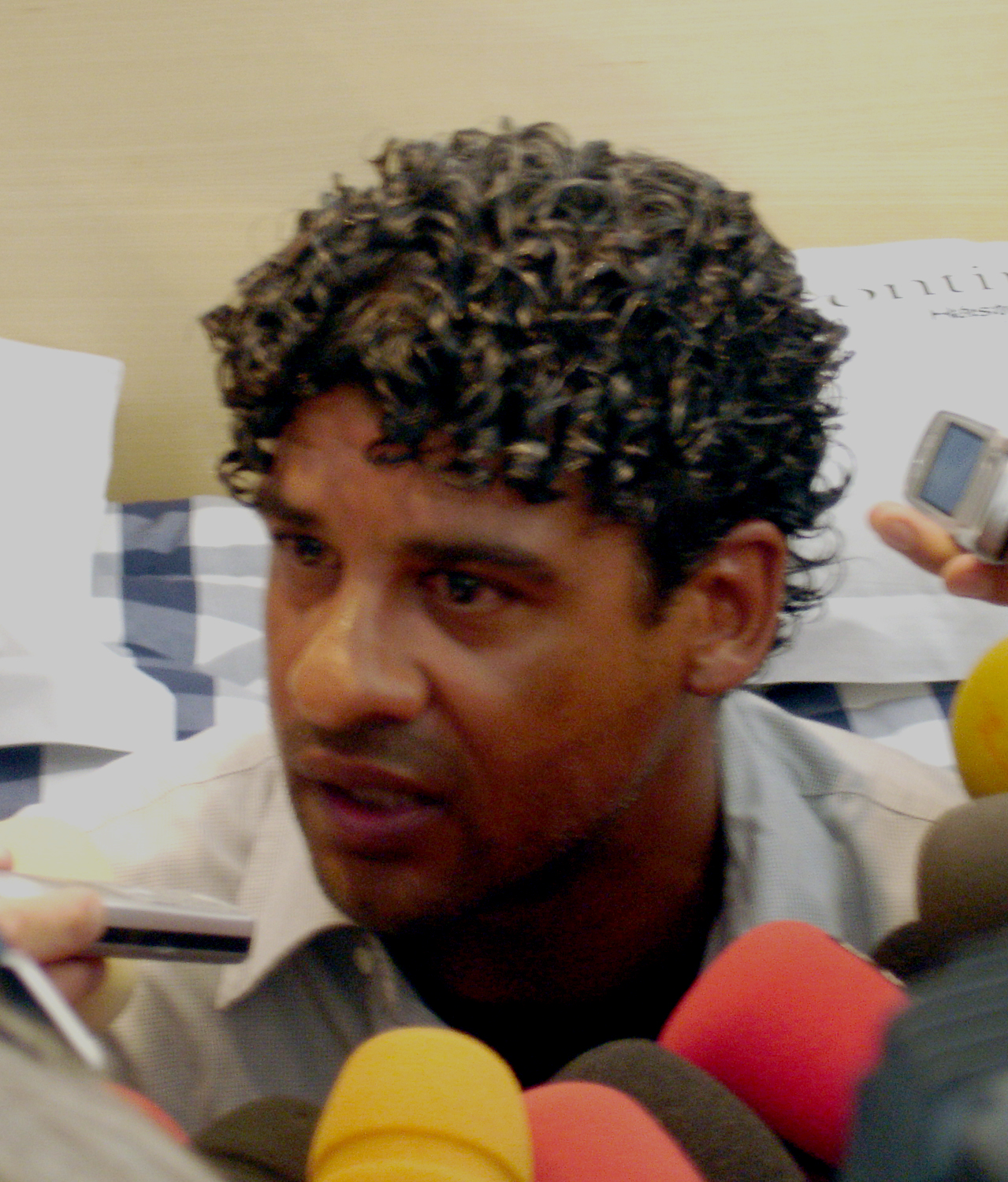
فرانک ریکارد برندهٔ لیگ قهرمانان اروپا.

| CL  | لیگ قهرمانان اروپا              |
| CWC | جام برندگان جام اروپا (منحل‌شده) |
| EL  | لیگ اروپا                       |
| UIC | جام اینترتوتو (منحل‌شده)         |
| SC  | سوپرجام اروپا                   |
| IC  | جام بین قاره‌ای فوتبال (منحل‌شده) |

|                                  | سرمربی               | CL | CWC | EL | UIC | SC | IC | کل |
| -------------------------------- | -------------------- | -- | --- | -- | --- | -- | -- | -- |
| ایتالیا                          | کارلو آنچلوتی        | ۴  | –   | –  | ۱   | ۴  | –  | ۹  |
| اسکاتلند                         | الکس فرگوسن          | ۲  | ۲   | –  | –   | ۲  | ۱  | ۷  |
| ایتالیا                          | جووانی تراپاتونی     | ۱  | ۱   | ۳  | –   | ۱  | ۱  | ۷  |
| ایتالیا                          | آریگو ساکی           | ۲  | –   | –  | –   | ۲  | ۲  | ۶  |
| انگلستان                         | باب پیزلی            | ۳  | –   | ۱  | –   | ۱  | –  | ۵  |
| فرانسه                           | زین‌الدین زیدان       | ۳  | –   | –  | –   | ۲  | –  | ۵  |
| اسپانیا                          | پپ گواردیولا         | ۲  | –   | –  | –   | ۳  | –  | ۵  |
| ایتالیا                          | نرئو روکو            | ۲  | ۲   | –  | –   | –  | ۱  | ۵  |
| هلند                             | لوئی فان خال         | ۱  | –   | ۱  | –   | ۲  | ۱  | ۵  |
| پرتغال                           | ژوزه مورینیو         | ۲  | –   | ۲  | –   | –  | –  | ۴  |
| آلمان                            | یوپ هاینکس           | ۲  | –   | –  | ۲   | –  | –  | ۴  |
| اسپانیا                          | ویسنته دل بوسکه      | ۲  | –   | –  | –   | ۱  | ۱  | ۴  |
| آرژانتین                         | هلنیو هررا           | ۲  | –   | –  | –   | –  | ۲  | ۴  |
| اسپانیا                          | رافائل بنیتز         | ۱  | –   | ۲  | –   | ۱  | –  | ۴  |
| هلند                             | یوهان کرایف          | ۱  | ۲   | –  | –   | ۱  | –  | ۴  |
| بلژیک                            | ریموند گوثالز        | ۱  | ۱   | –  | –   | ۲  | –  | ۴  |
| اسپانیا                          | اونای امری           | –  | –   | ۴  | –   | –  | –  | ۴  |
| آرژانتین                         | دیه‌گو سیمئونه        | –  | –   | ۲  | –   | ۲  | –  | ۴  |
| اسپانیا                          | خوسه ویالونگا یورنته | ۲  | ۱   | –  | –   | –  | –  | ۳  |
| انگلستان                         | برایان کلاف          | ۲  | –   | –  | –   | ۱  | –  | ۳  |
| آلمان                            | اوتمار هیتسفلد       | ۲  | –   | –  | –   | –  | ۱  | ۳  |
| رومانی                           | اشتفان کوواچی        | ۲  | –   | –  | –   | –  | ۱  | ۳  |
| آلمان                            | دتمار کرامر          | ۲  | –   | –  | –   | –  | ۱  | ۳  |
| اتریش                            | ارنست هاپل           | ۲  | –   | –  | –   | –  | ۱  | ۳  |
| اسپانیا                          | میگل مونیوس          | ۲  | –   | –  | –   | –  | ۱  | ۳  |
| آلمان                            | اودو لاتک            | ۱  | ۱   | ۱  | –   | –  | –  | ۳  |
| ایتالیا                          | مارچلو لیپی          | ۱  | –   | –  | –   | ۱  | ۱  | ۳  |
| اوکراین                          | والری لوبانوفسکی     | –  | ۲   | –  | –   | ۱  | –  | ۳  |
| اسپانیا                          | خوانده راموس         | –  | –   | ۲  | –   | ۱  | –  | ۳  |
| سوئد                             | سون یوران اریکسون    | –  | ۱   | ۱  | –   | ۱  | –  | ۳  |
| ایتالیا                          | نویو اسکالا          | –  | ۱   | ۱  | –   | ۱  | –  | ۳  |
| اسپانیا                          | ویکتور فرناندز       | –  | ۱   | –  | ۱   | –  | ۱  | ۳  |
| آرژانتین                         | لوئیس کارنیگلیا      | ۲  | –   | –  | –   | –  | –  | ۲  |
| مجارستان                         | بلا گوتمان           | ۲  | –   | –  | –   | –  | –  | ۲  |
| انگلستان                         | تونی بارتون          | ۱  | –   | –  | –   | ۱  | –  | ۲  |
| ایتالیا                          | فابیو کاپلو          | ۱  | –   | –  | –   | ۱  | –  | ۲  |
| اسپانیا                          | لوییس انریکه         | ۱  | –   | –  | –   | ۱  | –  | ۲  |
| آلمان                            | یورگن کلوپ           | ۱  | –   | –  | –   | ۱  | –  | ۲  |
| انگلستان                         | بیل نیکلسون          | –  | ۱   | ۱  | –   | –  | –  | ۲  |
| انگلستان                         | بابی رابسون          | –  | ۱   | ۱  | –   | –  | –  | ۲  |
| فرانسه                           | لوئیس فرناندز        | –  | ۱   | –  | ۱   | –  | –  | ۲  |
| ایتالیا                          | جانلوکا ویالی        | –  | ۱   | –  | –   | ۱  | –  | ۲  |
| هلند                             | آد د موس             | –  | ۱   | –  | –   | ۱  | –  | ۲  |
| اسپانیا                          | لوییس مولونی         | –  | –   | ۲  | –   | –  | –  | ۲  |
| هلند                             | هوب استونس           | –  | –   | ۱  | ۱   | –  | –  | ۲  |
| رومانی                           | میرچا لوچسکو         | –  | –   | ۱  | –   | ۱  | –  | ۲  |
| هلند                             | دیک آتفوکات          | –  | –   | ۱  | –   | ۱  | –  | ۲  |
| فرانسه                           | ژرار هولیه           | –  | –   | ۱  | –   | ۱  | –  | ۲  |
| اسپانیا                          | کیکه فلورس           | –  | –   | ۱  | –   | ۱  | –  | ۲  |
| ایتالیا                          | کلودیو رانیری        | –  | –   | –  | ۱   | ۱  | –  | ۲  |
| جمهوری فدرال سوسیالیستی یوگسلاوی | تومیسلاو ایویچ       | –  | –   | –  | –   | ۱  | ۱  | ۲  |
| انگلستان                         | جو فاگان             | ۱  | –   | –  | –   | –  | –  | ۱  |
| هلند                             | گاس هیدینک           | ۱  | –   | –  | –   | –  | –  | ۱  |
| اسکاتلند                         | جاک استاین           | ۱  | –   | –  | –   | –  | –  | ۱  |
| هلند                             | رینوس میشل           | ۱  | –   | –  | –   | –  | –  | ۱  |
| هلند                             | فرانک ریکارد         | ۱  | –   | –  | –   | –  | –  | ۱  |
| اسکاتلند                         | مت بازبی             | ۱  | –   | –  | –   | –  | –  | ۱  |
| جمهوری فدرال سوسیالیستی یوگسلاوی | یوپکو پتروویچ        | ۱  | –   | –  | –   | –  | –  | ۱  |
| رومانی                           | امریک ژنی            | ۱  | –   | –  | –   | –  | –  | ۱  |
| پرتغال                           | آرتور ژورژه          | ۱  | –   | –  | –   | –  | –  | ۱  |
| ایتالیا                          | روبرتو دی ماتئو      | ۱  | –   | –  | –   | –  | –  | ۱  |
| آلمان                            | توماس توخل           | ۱  | –   | –  | –   | -  | –  | ۱  |
| جمهوری فدرال سوسیالیستی یوگسلاوی | وویادین بوشکوف       | –  | ۱   | –  | –   | –  | –  | ۱  |
| مجارستان                         | ناندور هیدگ‌کوتی      | –  | ۱   | –  | –   | –  | –  | ۱  |
| انگلستان                         | ران گیرین‌وود         | –  | ۱   | –  | –   | –  | –  | ۱  |
| اسپانیا                          | یوآخیم رایف          | –  | ۱   | –  | –   | –  | –  | ۱  |
| اسپانیا                          | آلفردو دی استفانو    | –  | ۱   | –  | –   | –  | –  | ۱  |
| آلمان                            | اتو ریهاگل           | –  | ۱   | –  | –   | –  | –  | ۱  |
| اسکاتلند                         | جرج گراهام           | –  | ۱   | –  | –   | –  | –  | ۱  |
| پرتغال                           | آنسلمو فرناندز       | –  | ۱   | –  | –   | –  | –  | ۱  |
| آلمان                            | ویلی مولتائوپ        | –  | ۱   | –  | –   | –  | –  | ۱  |
| جمهوری فدرال سوسیالیستی یوگسلاوی | زلاتکو چایکوفسکی     | –  | ۱   | –  | –   | –  | –  | ۱  |
| چکسلواکی                         | میخال ویچان          | –  | ۱   | –  | –   | –  | –  | ۱  |
| انگلستان                         | جو مرکر              | –  | ۱   | –  | –   | –  | –  | ۱  |
| انگلستان                         | دیو سکستون           | –  | ۱   | –  | –   | –  | –  | ۱  |
| اسکاتلند                         | ویلیام وادل          | –  | ۱   | –  | –   | –  | –  | ۱  |
| آلمان                            | هاینتس کروگل         | –  | ۱   | –  | –   | –  | –  | ۱  |
| هلند                             | هانز کرون            | –  | ۱   | –  | –   | –  | –  | ۱  |
| آلمان                            | کونو کلوتزر          | –  | ۱   | –  | –   | –  | –  | ۱  |
| اتحاد جماهیر شوروی               | نودار آخالکاتسی      | –  | ۱   | –  | –   | –  | –  | ۱  |
| انگلستان                         | هاوارد کندال         | –  | ۱   | –  | –   | –  | –  | ۱  |
| اسکاتلند                         | بیل شنکلی            | –  | –   | ۱  | –   | –  | –  | ۱  |
| ایتالیا                          | اوتاویو بیانکی       | –  | –   | ۱  | –   | –  | –  | ۱  |
| هلند                             | ویل کوئرور           | –  | –   | ۱  | –   | –  | –  | ۱  |
| بلژیک                            | پل فن هیمست          | –  | –   | ۱  | –   | –  | –  | ۱  |
| هلند                             | برت فان مارویک       | –  | –   | ۱  | –   | –  | –  | ۱  |
| روسیه                            | والری گازائف         | –  | –   | ۱  | –   | –  | –  | ۱  |
| آلمان                            | هنس ویزویلر          | –  | –   | ۱  | –   | –  | –  | ۱  |
| آلمان                            | فریدل راوش           | –  | –   | ۱  | –   | –  | –  | ۱  |
| انگلستان                         | کیت بورکینشو         | –  | –   | ۱  | –   | –  | –  | ۱  |
| سوئد                             | گوندر بنگتسون        | –  | –   | ۱  | –   | –  | –  | ۱  |
| ترکیه                            | فاتح تریم            | –  | –   | ۱  | –   | –  | –  | ۱  |
| آلمان                            | اریش ریبک            | –  | –   | ۱  | –   | –  | –  | ۱  |
| ایتالیا                          | دینو زوف             | –  | –   | ۱  | –   | –  | –  | ۱  |
| ایتالیا                          | جیامپیرو مارینی      | –  | –   | ۱  | –   | –  | –  | ۱  |
| آلمان                            | فرانتس بکن‌باوئر      | –  | –   | ۱  | –   | –  | –  | ۱  |
| ایتالیا                          | لوئیجی سیمونی        | –  | –   | ۱  | –   | –  | –  | ۱  |
| ایتالیا                          | آلبرتو مالسانی       | –  | –   | ۱  | –   | –  | –  | ۱  |
| پرتغال                           | آندره ویلاس-بوآس     | –  | –   | ۱  | –   | –  | –  | ۱  |
| هلند                             | کیس ریجورس           | –  | –   | ۱  | –   | –  | –  | ۱  |
| ایتالیا                          | مائوریتسیو ساری      | –  | –   | ۱  | –   | –  | –  | ۱  |
| فرانسه                           | فردریک آنتونتی       | –  | –   | –  | ۱   | –  | –  | ۱  |
| ایتالیا                          | سرسه کوزمی           | –  | –   | –  | ۱   | –  | –  | ۱  |
| ایتالیا                          | لوئیجی دی کانیو      | –  | –   | –  | ۱   | –  | –  | ۱  |
| آلمان                            | توماس دول            | –  | –   | –  | ۱   | –  | –  | ۱  |
| فرانسه                           | جکی دوگوئهپرو        | –  | –   | –  | ۱   | –  | –  | ۱  |
| دانمارک                          | پربن الکیر لارسن     | –  | –   | –  | ۱   | –  | –  | ۱  |
| فرانسه                           | ژان فرناندز          | –  | –   | –  | ۱   | –  | –  | ۱  |
| اسپانیا                          | بنیتو فلورو سانز     | –  | –   | –  | ۱   | –  | –  | ۱  |
| فرانسه                           | ژین-لوئیس گاسه       | –  | –   | –  | ۱   | –  | –  | ۱  |
| فرانسه                           | فرانسیس ژیلو         | –  | –   | –  | ۱   | –  | –  | ۱  |
| انگلستان                         | جان گرگوری           | –  | –   | –  | ۱   | –  | –  | ۱  |
| فرانسه                           | برنارد لاکومب        | –  | –   | –  | ۱   | –  | –  | ۱  |
| آلمان                            | فیلیکس ماگات         | –  | –   | –  | ۱   | –  | –  | ۱  |
| ایتالیا                          | کارلو مازونه         | –  | –   | –  | ۱   | –  | –  | ۱  |
| جمهوری فدرال سوسیالیستی یوگسلاوی | اسلاولیوب موسلین     | –  | –   | –  | ۱   | –  | –  | ۱  |
| اسپانیا                          | خواکین پیرو          | –  | –   | –  | ۱   | –  | –  | ۱  |
| شیلی                             | مانوئل پیگرینی       | –  | –   | –  | ۱   | –  | –  | ۱  |
| فرانسه                           | آلن پرین             | –  | –   | –  | ۱   | –  | –  | ۱  |
| فرانسه                           | کلود پوئل            | –  | –   | –  | ۱   | –  | –  | ۱  |
| آلمان                            | رالف رانگنیک         | –  | –   | –  | ۱   | –  | –  | ۱  |
| انگلستان                         | هری ردنپ             | –  | –   | –  | ۱   | –  | –  | ۱  |
| انگلستان                         | گلن روئدر            | –  | –   | –  | ۱   | –  | –  | ۱  |
| فرانسه                           | گای رو               | –  | –   | –  | ۱   | –  | –  | ۱  |
| آلمان                            | وینفرید شفر          | –  | –   | –  | ۱   | –  | –  | ۱  |
| آلمان                            | ولفگانگ سیدکا        | –  | –   | –  | ۱   | –  | –  | ۱  |
| فرانسه                           | فرانسیس اسمیرکی      | –  | –   | –  | ۱   | –  | –  | ۱  |
| فرانسه                           | ژان تیگانا           | –  | –   | –  | ۱   | –  | –  | ۱  |
| پرتغال                           | ژرژه ژزوس            | –  | –   | –  | ۱   | –  | –  | ۱  |
| هلند                             | جورج نوبل            | –  | –   | –  | –   | ۱  | –  | ۱  |
| اسپانیا                          | پاسیگویتو            | –  | –   | –  | –   | ۱  | –  | ۱  |
| رومانی                           | آنگل یوردانسکو       | –  | –   | –  | –   | ۱  | –  | ۱  |
| اسپانیا                          | لوییس آراگونز        | –  | –   | –  | –   | –  | ۱  | ۱  |

### بر پایهٔ ملیت
در این جدول تعداد کل عناوین کسب شده توسط سرمربیان هر ملیت ذکر شده‌است.
| ملیت               | CL | CWC | EL | UIC | SC | IC | کل |
| ------------------ | -- | --- | -- | --- | -- | -- | -- |
| ایتالیا            | ۱۲ | ۵   | ۱۰ | ۵   | ۱۲ | ۶  | ۵۰ |
| اسپانیا            | ۱۰ | ۴   | ۱۲ | ۳   | ۹  | ۳  | ۴۲ |
| آلمان              | ۱۰ | ۵   | ۵  | ۸   | ۲  | ۲  | ۳۲ |
| هلند               | ۵  | ۴   | ۶  | ۱   | ۶  | ۲  | ۲۴ |
| انگلستان           | ۷  | ۶   | ۴  | ۳   | ۳  | –  | ۲۳ |
| فرانسه             | ۳  | ۱   | ۱  | ۱۲  | ۳  | –  | ۲۰ |
| اسکاتلند           | ۴  | ۴   | ۱  | –   | ۲  | ۱  | ۱۲ |
| آرژانتین           | ۴  | –   | ۲  | –   | ۲  | ۲  | ۱۰ |
| پرتغال             | ۳  | ۱   | ۳  | ۱   | –  | –  | ۸  |
| رومانی             | ۳  | –   | ۱  | -   | ۲  | ۱  | ۷  |
| یوگسلاوی           | ۱  | ۲   | –  | ۱   | ۱  | ۲  | ۷  |
| بلژیک              | ۱  | ۱   | ۱  | –   | ۲  | –  | ۵  |
| اتحاد جماهیر شوروی | –  | ۳   | –  | –   | ۱  | –  | ۴  |
| سوئد               | –  | ۱   | ۲  | –   | ۱  | –  | ۴  |
| مجارستان           | ۲  | ۱   | –  | –   | –  | –  | ۳  |
| اتریش              | ۲  | –   | –  | –   | –  | ۱  | ۳  |
| چکسلواکی           | –  | ۱   | –  | –   | –  | –  | ۱  |
| روسیه              | –  | –   | ۱  | –   | –  | –  | ۱  |
| ترکیه              | –  | –   | ۱  | –   | –  | –  | ۱  |
| شیلی               | –  | –   | –  | ۱   | –  | –  | ۱  |
| دانمارک            | –  | –   | –  | ۱   | –  | –  | ۱  |

### عمومی
- "European Cups – Performances by Coach". Rec.Sport.Soccer Statistics Foundation. rsssf.com. 2008-02-06. Retrieved 2008-03-15.
- "UEFA Cup official history". EUFA. Retrieved 2008-03-15.
- "UEFA Cup Winners' Cup official history". EUFA. Archived from the original on 2008-03-05. Retrieved 2008-03-15.
- "UEFA Cup Winners' Cup official history". EUFA. Retrieved 2008-03-15.
- "UEFA Champions league official history". EUFA. Retrieved 2008-03-15.
- "UEFA Intertoto Cup official history". EUFA. Archived from the original on 2008-04-08. Retrieved 2008-04-14.
- "UEFA Super Cup official history". EUFA. Archived from the original on 2008-10-14. Retrieved 2008-03-15.

### اختصاصی
1. ↑  "UEFA Cup: All-time finals". EUFA. 2005-06-30. Archived from the original on 2008-03-09. Retrieved 2008-03-15.
2. ↑  "UEFA Super Cup – History". EUFA. Archived from the original on 2010-08-20. Retrieved 2012-08-22.